# ポートピア連続殺人事件
『ポートピア連続殺人事件』（ポートピアれんぞくさつじんじけん）は、堀井雄二がデザインしたアドベンチャーゲーム。
1983年6月にエニックス（現在のスクウェア・エニックス）よりPC-6001版から発売され、当時の多くのパソコンに移植された。1985年11月29日にファミリーコンピュータ（以下、ファミコン/FC）移植版が発売され、FC初のアドベンチャーゲームとなった。
2001年にはフィーチャーフォン用の携帯電話ゲーム（携帯アプリ）としてリメイク版も配信された。

## 概要
発売当時の現代日本を舞台としたアドベンチャーゲーム。プレイヤーは神戸市で起こった殺人事件を担当する刑事となり、相棒のヤスと共に事件の背景を探り真犯人に迫っていく。社会派推理小説を意識したストーリーとなっており、その結末にはどんでん返しの展開が設けられ、真犯人の正体の意外性が話題になった。
発売当時のゲームはSFやファンタジーといった現実から離れた物語のジャンルが主流で、初めてではないものの、本作のような現代日本を舞台とするゲームは少数派であった。また、当時のアドベンチャーゲームというジャンルも、宝探しか迷宮脱出のいずれかに分類できるゲーム性がほとんどである。本作のように実在する土地を舞台に、人間ドラマを盛り込んだ小説仕立てのストーリーが展開されるという趣向は、革新的なものであった。
その一方で、ゲームシステムの制約から、アリバイ崩しのような複雑な展開を盛り込むことは断念され、事件の因果関係を明らかにしていくというストーリーが設定された。最後に意外性のある結末でプレイヤーを驚かせるという手法を用いたのも、少ない容量で娯楽性を追求するという制約の中で生まれた工夫による。
発表当時のゲーム業界は個人による開発が主流で、分業がほとんどされておらず、本作もオリジナル版のPC-6001版では、プログラム・シナリオ・グラフィック等の全ての作業を堀井が1人でこなしている。後に堀井雄二がシナリオを担当したアドベンチャーゲーム『北海道連鎖殺人 オホーツクに消ゆ』（1984年、アスキー）、『軽井沢誘拐案内』（1985年、エニックス）と本作を合わせて「堀井ミステリー三部作」とも呼ばれる。

## ゲーム内容

### システム
PC版のシステムは、発売当時としてはオーソドックスなキーボードからのコマンド打ち込み式のアドベンチャーゲームとなっている。堀井は当時アメリカ合衆国で同種のゲームシステムが流行していることを聞きつけ、これをサスペンスのジャンルと組み合わせるという着想を得て、ゲーム性よりもストーリーを表現する手段として、アドベンチャーゲームの形式を用いるスタイルを確立させた。基本的なストーリーはどの機種もほぼ同じであるが、ゲーム途中に出てくる暗号はPCの機種毎に異なり、その難易度には明らかに差があった。
文章入力方式であり、プレイヤーが主人公の部下であるヤスに命令するという体裁でコマンドを入力する。新開地に進みたければ基本的に命令口調で「シンカイチ イケ」（「ヲ」「ニ」などは不要）のようにコマンドを打つ。「デンワ」など単語だけで判断可能な場合は「シロ」「セヨ」は不要。特定の機種版では、方言対応と銘打って「シンカイチ イクンダヨ」のように入力しても反応できる仕様となっていたが、「シンカイチ イクナ」と入力しても新開地に行ってしまう。また、「アホ」と入力すると「アホ ト イウホウガ アホ ヤト ウチノ シンダ オバアチャンガ ヨク イッテマシタ」（=「『アホと言うほうがアホや』と、うちの死んだお婆ちゃんがよく言ってました」）という反応が返ってくる。オリジナルのPC-6001版ではコマンドは全てキーボードから手打ち入力する方式だったが、その後の移植版では主要なコマンド（「イケ」「シラベロ」「アリバイ」など）はファンクションキーに割り当てられ、プレイヤーの負担を軽減する方策がとられた。これが『北海道連鎖殺人 オホーツクに消ゆ』や、本作のFC移植版で採用されたコマンド選択式へと繋がっていく。
合成音声機能を持つPC-6001mkIIの専用版がPC-6001版のテープB面に収録されており、例えば街で「キキコミ」をすると、ヤス「あのぉ、ちょっとお尋ねしますが…」→通行人「はい、何でしょう?」など、一部の場面で登場人物が音声を出すようになっている。
なお、本作では謎解きよりも物語を見せることを重視したゲームデザインがされており、エンディングに辿り着くためにゲーム中で様々な証拠を集め、フラグを立て、事件の因果関係を解き明かす必要がある。そのためプレイヤーが最初から真犯人を知っていたとしても、ゲーム開始直後に逮捕することはできない。

## ストーリー
第一の事件
黒い噂の絶えないサラ金会社「ローンやまきん」の社長・山川耕造が殺害された。しかし耕造の発見された部屋は完全な密室であった。兵庫県警察の刑事である主人公（ボス）は事件の究明のため、部下の「ヤス」こと真野康彦と共に捜査を開始する。
遺体の第一発見者、耕造の秘書である沢木文江と、守衛の小宮六助には死亡推定時刻当時のアリバイがあり、犯人ではあり得ない。耕造は他殺ではなく自殺という可能性もあった。しかし事件現場の地下からは金庫を隠すための通路が発見され、被害者である耕造は平田、川村という人物と金銭のやり取りをしていたことが明らかになる。ところが平田や川村とは連絡が取れず、また他の親族や関係者たちは各々後ろ暗い事情を抱えており、冤罪や別件逮捕を恐れて捜査には非協力的であった。
主人公は現場に残された遺留品をもとに、関係者のアリバイや人間関係を洗い直す。耕造の甥である山川俊之は密かに麻薬の取引に関わっており、また、耕造から多額の借金をしていた平田には娘・由貴子がおり、彼女は俊之から交際を迫られていた。実は彼女は事件の直前、父親の借金のことで耕造に会っていたが、耕造の対応は親身であったといい、平田親子には耕造を殺害する動機がない。俊之は麻薬取引の容疑で逮捕されるが、そのことで逆に曖昧だった俊之のアリバイが明白になり、捜査は振り出しに戻る。
第二・第三の事件
主人公は相棒のヤスとともに、現場の検証や、聞き込みによる情報収集、時には暴力を辞さない手段で、真相に迫ろうとする。しかしその最中、連絡の取れなかった平田、川村が相次いで不審死を遂げているのが発見され、これが自殺とも、第2、第3の殺人事件ともつかない。ヤスは事件のたびに、これは追い詰められた真犯人が自殺した結果に違いないと主人公に進言するが、主人公はヤスの推理に納得せず、捜査を続行する。
第2の事件で死亡した平田は、耕造の死亡推定時刻より前に死んでいることが明らかになり、多重債務を苦にしての自殺であると判明するが、第3の事件で死亡した川村は耕造と死因が同じで、他殺による連続殺人が疑われた。
川村の知人、ストリッパーの夕日おこいの取り調べから得た情報で、過去に川村が耕造と共謀して詐欺事件を起こしており、そのことをネタにして耕造を恐喝していたことを掴んでいた主人公とヤスは、第一発見者の文江が、かつて耕造と川村による詐欺事件が原因で自殺した「被害者夫婦の娘」であったことを知らされる。
淡路島へ
しかし、文江には両親の復讐という動機や、第一発見者を装って事件現場を密室のように見せかける手段はあっても、完全なアリバイがあるため、事件に関わっているとしても耕造の殺害を実行した共犯者は別にいるはずである。
既に逃走していた文江を追って、彼女の故郷である淡路島へと向かった主人公とヤスは、文江には兄がいたことを突き止めるが、彼が養子として引き取られた後の行方はわからない。
隠し扉から地下迷宮へ （FC版のみ）
淡路島から戻った主人公とヤスは、耕造の自宅を捜査していた本部から、新たなメモが発見されたことを知らされ、地下通路には更なる隠し扉があったことに気がつく。迷路状になった地下通路を探索した主人公とヤスは、その奥で耕造の懺悔が綴られた日記帳を発見する。
実は、耕造は文江たちの両親を自殺に追い込んだことを悔いており、復讐のために秘書として志願してきた文江の正体も知っていた。そして耕造が金融業者として金儲けに邁進していたのは、贖罪として文江に遺産を相続させるためであった。耕造の意外な一面を知ったヤスは、「もし文江の兄が復讐のために耕造を殺したのなら、このことを後から知って後悔したに違いない」という感慨を漏らす。
結末
捜査本部に戻った主人公には、既に文江の兄の行方に心当たりがあった。主人公はヤスに命じ、捜査で得られた文江の兄の身体的な特徴の情報が、ヤス自身に当てはまっていることを本人に確認させる。その結果、犯人はヤスであることが判明した。
ヤスは自分が耕造と川村を殺害したことを認め、観念する。逃走していた妹の文江も共謀者として出頭し、自殺に見せかける意図で密室を作ったトリックを自白する。悲しい過去から罪に手を染めてしまった2人はお互いの名を呼び合う。
パトカーのサイレンが鳴り響き、エンディングとなる。

## 登場人物
ボス
本作の主人公（プレイヤーキャラクター）。兵庫県警捜査一課のベテラン刑事。本作のゲーム画面は基本的にボスの一人称視点という体裁で描かれているため、画面には登場せず容姿が描かれない。台詞もプレイヤーから入力されたコマンドという形を取り、自ら台詞を発する場面はほとんどない。
真野 康彦（まの やすひこ）
通称「ヤス」。ボスの部下であり、捜査上のパートナー。彼がボス（プレイヤー）に語りかけ、ボスの命令で動き、状況をボスに報告するという形式でゲームが進行する。物語の語り手とも言える立場の人物だが、実は劇中における最大の秘密を隠している信頼できない語り手であり、物語の結末では、彼が文江の兄であり、事件の真犯人だったという真相が明かされる。
FC版ではボスと共に捜査を進めていく中で復讐のために殺害した耕造の胸の内を知ることとなり、人知れず後悔に苦しむようになる。
携帯アプリ版およびテックプレビュー版では姓の漢字表記が異なり、間野康彦という名前に変更されている。読みは同じ。
署長
電話口で登場する、主人公2人の上司。プレイヤーが真犯人の用意した偽の真相に欺かれ、誤った行動を取ると「何が○○（死亡者の名前）が犯人だ!」と怒り、捜査再開を命じる。
山川 耕造（やまかわ こうぞう）
この事件の第1の被害者。年齢は不明、独身。自宅は神戸市中央区花隈町。サラ金「ローンやまきん」の社長で、前科こそ無いもののあくどい事もやっており、多くの人から恨みを買っていた。
　FC版では、捜査を進めていくうちに彼の意外な一面が明らかになっていく。
沢木 文江（さわき ふみえ）
耕造の秘書。23歳独身。短大卒業後、ローンやまきんに入社。耕造の死体の第1発見者である。仕事をしながら英会話スクール（PC版ではデザイン学校）にも通っている。
物語の結末では、彼女がヤスの妹であったことが明かされる。
なお、同じエニックスの『軽井沢誘拐案内』にも「ペンション従業員」としてゲスト出演する。
小宮 六助（こみや ろくすけ）
耕造に雇われている守衛。60歳。身寄りはなく、5年前から耕造の屋敷に住み込みで働いていた。文江とともに耕造の死体を発見している。事情聴取ではなぜかステテコを履いて登場する。
事件現場はFC版が一戸建て住宅、PC版がマンションの一室という差異がある。そのため、PC版の小宮は「マンション管理人」という設定になっている。
山川 俊之（やまかわ としゆき）
耕造の甥。29歳。無職で、耕造から金を貰っては遊び回っていた。神戸港近くで1人暮らしをしている。傷害の前科がある。事情聴取の際にはサングラスをかけ、煙草をふかしている。なお、俊之の苗字はゲーム中で明らかになる事は一切無かった。
室田（むろた）
俊之の麻薬密売の取引相手。下の名前は不明。4、5回検挙されている常習犯。名前はPC版でのみ表記。
平田（ひらた）
由貴子の父親。50歳。下の名前は不明。古くから八百屋を経営していたが、最近はスーパーに押され経営が苦しく、耕造に多額の借金を抱えている。由貴子の証言によると、ローンやまきん以外でも借金をしていて、そこからの取り立てがすごかったらしい。
平田 由貴子（ひらた ゆきこ）
FC版以降に登場。平田の娘。高校2年生。事情聴取の際に制服を着ている。以前はグレていたこともあったが、現在は真面目に学校に通っている。俊之とは知り合い。
川村 まさじ（かわむら まさじ）
手形詐欺の常習犯で前科6犯。42歳。耕造とはかつては詐欺仲間であったが、現在では揉めていた。テックプレビュー版では、名前は政次となっている（読みは同じ）。
夕日 おこい（ゆうひ おこい）
新劇「シルバー」に勤めるストリッパー。川村の知り合い。昔宝塚にいたと自称している。なお、写真撮影には応じない。
文江の兄
文江の実兄。文江が幼少の頃、洲本で両親とともに暮らしていた。父親が「沢木産業」という会社を経営していたが、詐欺事件の被害にあって倒産し、両親は自殺。その後文江は親戚に引き取られ、兄とは離れ離れになった。ちなみに兄自身も別の者に引き取られ、改姓。現在は行方不明。肩に蝶々の形の痣がある。この詐欺事件は、川村が耕造と起こした事件の中で最大のものだった。実は正体はヤス。
女将
電話口で登場する、京都にある寺田屋旅館の女将。
マスター
新開地にあるスナック「ぱる」のマスター。
リカちゃん
FC版に登場。電話番号を「0000000000」と入力すると現れる。いわゆる「リカちゃん電話」。犯人を推測してくれる。バービーちゃんという友達がいる。
携帯アプリ版では「リガちゃん」に変えられている。
通信司令室
電話番号を「110」と入れると「刑事が110番かけてどないするんのじゃー!」と怒られる。また、事件が起きた直後にかけると別の反応が返ってくる。
桜井（さくらい）
PC版でのみ登場する、特命捜査課の刑事。下の名前は不明。普通に進めた場合、1回だけ電話がかかるという形で登場する。真犯人の用意した偽の真相に欺かれてバッドエンドに至った場合にも登場し、推理の矛盾点を指摘してゲームオーバーを宣告する。

## 制作
本作は堀井にとって、商業デビュー作のテニスゲーム『ラブマッチテニス』に続く2作目の商業ソフトである。堀井はかねてよりアドベンチャーゲームに興味を抱いていたが、『ラブマッチテニス』は堀井いわく「自分で作って自分で遊ぶもの」であるのに対し、アドベンチャーゲームは他人に遊んでもらってこそという意識があったため制作を躊躇していた。そうした中、『ラブマッチテニス』の発売元であるエニックスから次回作についての依頼があり、これを他人に遊んでもらう好機ととらえてアドベンチャーゲームの制作を決めた。当時のアドベンチャーゲームは『ミステリーハウス』のように現状から時間が動かない（事件が既に完結しており新展開がない）作品が多かったことから、堀井はテレビ番組枠『火曜サスペンス劇場』のドラマのように、物語の進行に合わせて事件も進むように仕立てた。
本作の物語は、人とのやり取りの台詞だけで進行していく。つまり、本作には物語を説明する「地の文」が存在せず、その要素は主人公の相棒であるヤスの台詞という形で表現されている。従来のアドベンチャーゲームは、コンピュータ側が表示する説明文とやり取りしながら進めていくものがほとんどで、そこにキャラクター性を持たせる本作の手法は当時としては画期的なものだった。そうした理由について堀井は、台詞のほうが読みやすいこと、また、コンピュータとやり取りするよりキャラクター同士でやり取りしたほうが温かみがあって面白いということを挙げている。
当時のアドベンチャーゲームでは東西南北の方角を指定して移動するのが一般的だったが、本作では地名を指定して瞬時に移動するという前例のない手法を用いている。これについて堀井は前段の話と併せて「僕の発想自体がゲームを作るというよりは漫画家志望だったんで、台詞だけで進めるとか、場面転換するとか、マンガみたいなものをコンピューターというメディアを使って書いてみようというのが出発点だったんです」と語っている。
作中には、堀井の出身地である兵庫県洲本市（淡路島）の地名が登場し、名前のおどろおどろしさから京都府の阿弥陀ヶ峰も舞台に選ばれた。なお、後の『北海道連鎖殺人 オホーツクに消ゆ』の制作時にはロケハンを行っているが、本作では行っていない。

## 移植版
| No. | タイトル                                                    | 発売日         | 対応機種                         | 開発元                 | 発売元                 | メディア                            | 型式   | 備考                             | 出典                 |
| --- | ----------------------------------------------------------- | -------------- | -------------------------------- | ---------------------- | ---------------------- | ----------------------------------- | ------ | -------------------------------- | -------------------- |
| 1   | ポートピア連続殺人事件                                      | 1983年6月      | PC-6001                          | 堀井雄二               | エニックス             | カセットテープ                      | E-G022 | -                                |                      |
| 2   | ポートピア連続殺人事件                                      | 1983年         | PC-8801                          | 堀井雄二               | エニックス             | カセットテープ                      | E-G032 | -                                |                      |
| 2   | ポートピア連続殺人事件                                      | 1983年         | PC-8001mkII                      | 堀井雄二               | エニックス             | カセットテープ                      | E-G033 | -                                |                      |
| 3   | ポートピア連続殺人事件                                      | 1983年         | FM-7                             | 堀井雄二               | エニックス             | カセットテープ                      | E-G034 | -                                |                      |
| 4   | ポートピア連続殺人事件                                      | 1983年         | X1                               | 堀井雄二               | エニックス             | カセットテープ                      | E-G069 | -                                |                      |
| 5   | ポートピア連続殺人事件                                      | 1985年6月      | MSX                              | 堀井雄二               | エニックス             | カセットテープ                      | E-M002 | -                                |                      |
| 6   | ポートピア連続殺人事件                                      | 1985年11月29日 | ファミリーコンピュータ           | チュンソフト           | エニックス             | ロムカセット                        | EFC-PR | 売上本数：60万本（または80万本） |                      |
| 7   | ポートピア連続殺人事件                                      | 2001年10月15日 | iアプリ                          | エニックス             | エニックス             | ダウンロード （未解決事件ファイル） | -      | 2007年8月31日配信終了            | [ 8 ]                |
| 8   | ポートピア連続殺人事件                                      | 2003年4月3日   | ezplus                           | スクウェア・エニックス | スクウェア・エニックス | ダウンロード （堀井雄二劇場）       | -      | 2007年9月3日配信終了             | [ 9 ]                |
| 9   | ポートピア連続殺人事件                                      | 2003年5月6日   | J-スカイ （Javaアプリ）          | スクウェア・エニックス | スクウェア・エニックス | ダウンロード （堀井雄二劇場）       | -      | 2007年8月31日配信終了            | [ 10 ]               |
| 10  | ポートピア連続殺人事件                                      | 2005年1月13日  | CDMA 1X WIN専用 EZアプリ（BREW） | スクウェア・エニックス | スクウェア・エニックス | ダウンロード                        | -      |                                  | [ 11 ] [ 12 ] [ 13 ] |
| 11  | ポートピア連続殺人事件                                      | 2005年7月19日  | FOMA900i （iアプリ）             | スクウェア・エニックス | スクウェア・エニックス | ダウンロード                        | -      |                                  | [ 14 ]               |
| 12  | ポートピア連続殺人事件                                      | 2006年1月18日  | ボーダフォン3G端末 （Vアプリ）   | スクウェア・エニックス | スクウェア・エニックス | ダウンロード                        | -      |                                  | [ 15 ]               |
| 13  | SQUARE ENIX AI Tech Preview THE PORTOPIA SERIAL MURDER CASE | 2023年4月24日  | Windows PC                       | スクウェア・エニックス | スクウェア・エニックス | ダウンロード                        | -      | STEAMにて無料配信中              |                      |

### ファミリーコンピュータ版

#### 概要
チュンソフト（現在のスパイク・チュンソフト）が移植を担当。60万本を販売した（80万本とも）ファミコンのコントローラーではパソコン版のようなキーボードタイプによるコマンド入力は困難であるため、パソコン版の『オホーツクに消ゆ』と同様のコマンド選択式のインターフェースが採用され、命令を一文字ずつ打ち込んでいく必要がなくなった。パソコンゲームでは一般的だった“アドベンチャーゲーム”というジャンルを、はじめてファミコンに持ち込んだ作品となる。これはテレビゲーム業界では初めての革新的な出来事でもあった。ただし、コマンドを適当に選んでいるだけでゲームが終わらないように、パソコン版にあった暗号だけでなく画面内でカーソルを動かして証拠品を探す箇所や、3D表示の地下迷宮が追加されている。コンティニュー用パスワードやバッテリーバックアップといった進行状況を保存する機能は存在しない。また、誤ったタイミングで捜査を打ち切った場合に発生するバッドエンドはなくなり、電話口で署長に怒られて捜査を再開するようになっている。
堀井がFCのゲームソフトに関わるのは本作が初となり、本作において成立した堀井雄二がゲームデザインをしてチュンソフトが開発するという体制は、その後の『ドラゴンクエストシリーズ』へと引き継がれている。
FC版の開発中には容量不足に苦しめられた。PC版の台詞をそのまま移植すると容量が2KBほど不足する計算となったため、台詞を少しずつ削って容量を節約する処置が取られた。同様の理由から、カタカナは「ア・イ・ウ・カ・ス・タ・ツ・ッ・テ・ト・ナ・ハ・ヒ・フ・ホ・マ・ヤ・ラ・リ・ロ・ン」の21文字のみが使用されている。なお、漫画『ドラゴンクエストへの道』では「この制限のためにペンダントをゆびわに変更した」と語られているが、PC版に該当アイテムは存在せず、FC版が初出である。
FC版で出てくる音響は冒頭などのサイレンの音、電話の音、ドアなどを閉める音、地下迷宮で壁にぶつかる音、コマンド入力音、台詞の文字が流れる音くらいのものである。なお、携帯アプリ移植版では全編BGMが付いている。

### テックプレビュー版
発売40周年となる2023年には、スクウェア・エニックスで製品開発の支援を行うAI部が開発した『SQUARE ENIX AI Tech Preview: THE PORTOPIA SERIAL MURDER CASE』がSteamで無償公開された。これはCEDEC+KYUSHU 2022で発表されたゲームの公開版となる。なお技術プレビューであるためSteamでは教育のジャンルに登録されている。説明では「PC版「ポートピア連続殺人事件」を通して、AI技術のひとつである「自然言語処理」を学習・体験するソフトウェアです」としている。
特徴としては自然言語処理（NLP）により入力したテキストの内容を判断し、意図が近いコマンドとして入力を受け付けることで、会話でゲームを進行することができる。ジャンルは「NLPアドベンチャー」としている。体験・学習用の一環として、オプションで入力テキストのNLUビジュアライザーの表示ができ、テキストの解析による内容の意図に近いコマンドの複数候補が上位順に表示されるように可視化できる。
シナリオや実行可能なコマンド入力はPC版と同等（ただし、暗号はFC版と同じ）でグラフィックは新規であるが、技術プレビューで遊びやすさの調整がされていない（イベント経過での登場人物の面識や行動可能な場所といったフラグ・メモの可視化は実装）ため、現状では不自然な箇所が多いという。背景は実写が使われており、舞台となった神戸市の観光局が協力している。CEDEC+KYUSHU 2022で発表されたバージョンでは、入力されたテキストの内容を判断する「自然言語理解（NLU）」と、入力に対応したテキストを生成する「自然言語生成（NLG）」を備えており、記者向けに試遊も行われNLGに対する記事も掲載されていたが、公開版は倫理上の問題などによりNLGは搭載していない。オプションとして音声認識にも対応しており、キーボードを使わずにプレイすることも可能であるが、CUDA対応のGPUが必要となる。

## 影響

### 犯人について
主人公がゲームの最終目標として捕らえるべき犯人には、連続殺人に至った動機などの同情を誘うようなバックストーリーが設定され、人間ドラマをゲームの中に再現するという、当時のゲームではまだ珍しかった小説的な手法が取られた。結末で明らかになる真犯人の正体は、その意外性でも語り草となったが、同時にその人物が何者であるかもよく知られており、当時このゲームが流行していた頃の世代には、このゲームを遊んだことがなくても犯人の名前だけは知っているという状況が多く見られた。この人物は「おそらく日本一有名な犯人」と形容されることもある。
具体的には、作中で物語の冒頭から一貫して主人公と行動を共にし、ゲームシステムの一部にも組み込まれている主人公の相棒・ヤスこと真野康彦が真犯人であるのだが、これを一言で言い表した「犯人はヤス」というフレーズは、ネタバレを指す小ネタや、犯人が分からない事件に寄せられるインターネットスラングとして使われることがある。デザイナーの堀井も、もし本作の次回作を作ることがあるなら、このフレーズをサブタイトルに組み込みたいという話を冗談めかして語っている。2024年に『北海道連鎖殺人 オホーツクに消ゆ』のリメイク版の情報が発表された際、堀井は自身のXアカウントで「犯人はヤス、ではないですよ」とコメントした。
1986年1月にタレントのビートたけしがラジオ番組『ビートたけしのオールナイトニッポン』で、ファミコンと本ゲームをスタジオに持ち込み、弟子のたけし軍団とスタッフとともに実況プレイした。この実況中に、犯人が誰か分かってしまったたけしが犯人の名前を喋ってしまうというタブーを犯すが、逆にこの放送をきっかけに売上げが伸びたという逸話がある。
1986年12月に発売された双葉社のゲームブック『ファミコン冒険ゲームブック ドラゴンクエスト―蘇る英雄伝説』内では、「ポートピアの犯人はヤス」という記述がある。

### その他の影響
本作における「地の文」をキャラクターの相棒のセリフに置き換えるという手法はエニックスの『ウイングマン』（1984年）や『北斗の拳 バイオレンス劇画アドベンチャー』（1986年）だけでなく、リバーヒルソフトの『黒猫荘相続殺人事件』『白バラ連続殺人事件』（共に1984年）といった他社作品でも使われた。

## 関連書籍
- ポートピア連続殺人事件 密室殺人の謎（池田美佐著、双葉社、1987年）ISBN 4575760234 - 本作を元に書かれたゲームブックで、ファミコン冒険ゲームブックの1つ。